# Обманщик (фільм, 1919)
Обманщик (англ. The Bluffer) — американська драма режисера Треверса Вейла 1919 року.

## У ролях
- Джун Елвідж — Сібіл Ван Норден
- Ірвінг Каммінгс — Річард Воган
- Френк Майо — Воллес Дункан
- Джордж МакКуоррі — Джон Моран
- Мюріель Остріч — Грейс Моран
- Елізабет Гаррісон — місіс Слейд
- Луї Р. Грізел — Саймон Александр
- Джон Девідсон — Едмонд Куртісс
- Джон Реймонд — камердинер